# Tubod (Surigao del Norte)
Socorro is een gemeente in de Filipijnse provincie Surigao del Norte op het eiland Bucas Grande. Bij de laatste census in 2007 had de gemeente bijna 12 duizend inwoners.

## Geografie

### Bestuurlijke indeling
Tubod is onderverdeeld in de volgende 9 barangays:
| - Capayahan - Cawilan - Del Rosario - Marga - Motorpool - Poblacion - San Isidro - San Pablo - Timamana |

## Demografie
Tubod had bij de census van 2007 een inwoneraantal van 11.664 mensen. Dit zijn 741 mensen (6,8%) meer dan bij de vorige census van 2000. De gemiddelde jaarlijkse groei komt daarmee uit op 0,91%, hetgeen lager is dan het landelijk jaarlijks gemiddelde over deze periode (2,04%). Vergeleken met de census van 1995 is het aantal mensen met 1.346 (13,0%) toegenomen.

De bevolkingsdichtheid van Tubod was ten tijde van de laatste census, met 11.664 inwoners op 45,34 km², 227,6 mensen per km².